# Кавары
Кава́ры, или кабары (др.-греч. κάβαροι, лат. covares, совр. венг. kabarok, kavarok) — хазарское племя, вошедшее в IX веке в древневенгерскую конфедерацию племён.
Основные сведения о них содержатся в трактате Константина Багрянородного «Об управлении империей».
Три рода, покинувшие Хазарию в первой половине IX века после неудачного восстания против верховной власти. Ряд исследователей предполагают, что это событие связано с утверждением в Хазарском каганате новой династии. Часть восставших была убита, остальные присоединились в качестве восьмого племени к семи племенам венгров. После чего объединились под властью одного правителя и стали называться каварами. Этимология имени предложена от тюркского «не подчиняющийся», «восставший» или от венгерского «смешивать». Проследовав вместе с венграми на их современную территорию, кавары, как отмечается, составили самую боеспособную часть их войска. В 881 году в Адмондских анналах упомянута осада ими Кульберга в окрестностях Вены. Первое время сохраняли хазарский язык, усвоив и язык венгров. В дальнейшем были полностью ассимилированы. 
С их именем на территории Венгрии зафиксировано 4 топонима и ок. 20 топонимов с именем хазар. С влиянием кавар связывают некоторые из тюркских элементов в венгерском языке.
Существует мнение, согласно которому некоторая часть каваров, встретившись предположительно в районе полуострова Крым с одним из адыгских племён, вошла в его состав. В результате этого могла появиться политическая единица Кабарда.

Русский военный топограф Иоганн Бларамберг, ссылаясь на упоминание о каварах у Константина Багрянородного, а также на черкесские предания, согласно которым они некогда проживали на Крымском полуострове, предположил родство каваров и кабардинцев: 
На карте Средиземного и Черного морей, подготовленной в 1497 году Фредутио д'Анконе и хранящейся в библиотеке Вольфенбуттеля, можно прочесть название «Кабарди», написанное красными буквами несколько к востоку от Таганрога, что указывает на местоположение страны каваров, о которой говорит Константин Багрянородный, и в то же время племени кабардинцев, которые в VII веке по мусульманскому летосчислению снова покинули Крым и обосновались на острове, образованном двумя рукавами Кубани при ее впадении в море. Татары называют это место «Кызыл-таш». Но кабардинцы надолго там не задержались, а, став могущественным племенем, направились под предводительством своего князя Иналя далее на восток — в земли за Кубанью вплоть до нынешней Кабарды, где они подчинили себе все прочие черкесские племена. Это тот самый Иналь, которого считают первооснователем рода всех кабардинских князей.